# Syazwan Buhari
Syazwan Buhari  (* 22. September 1992 in Singapur), mit vollständigen Namen Muhammad Syazwan bin Buhari, ist ein singapurischer Fußballspieler.

## Karriere

### Verein
Syazwan Buhari stand von 2010 bis 2015 bei den Young Lions unter Vertrag. Die Young Lions sind eine U-23-Mannschaft, die 2002 gegründet wurde. In der Elf spielen U23-Nationalspieler und auch Perspektivspieler. Ihnen soll die Möglichkeit gegeben werden, Spielpraxis in der ersten Liga, der Singapore Premier League, zu sammeln. Für die Young Lions stand er 79-mal zwischen den Pfosten. 2016 wechselte der Torwart zum Ligakonkurrenten Geylang International. Hier stand er 47-mal in der ersten Liga im Tor. Die Tampines Rovers nahmen ihn ab 2018 unter Vertrag. 2019 feierte er mit den Rovers die Vizemeisterschaft. Im November 2019 stand er mit dem Klub im Endspiel des Singapore Cup. Hier gewann man mit 2:0 gegen den Warriors FC. Den Singapore Community Shield gewann der Klub 2020. Das Spiel gegen Hougang United gewann man mit 3:0.

### Nationalmannschaft
Syazwan Buhari spielte sechsmal für die U23-Nationalmannschaft. Sein Debüt in der singapurischen Nationalmannschaft gab er am 26. März 2023 in einem Freundschaftsspiel gegen Macau.

## Erfolge
Tampines Rovers
- Singapurischer Vizemeister: 2019

- Singapore Cup: 2019

- Singapore Community Shield: 2020